# West Ham
West Ham nằm trong Khu Newham của Luân Đôn, thuộc Luân Đôn, Anh. Về phía tây, đây là một khu vực hậu công nghiệp tiếp giáp Công viên Olympic Luân Đôn và về phía đông chủ yếu là cư dân sinh sống, bao gồm những ngôi nhà thời Victoria với mật độ nhà ở xã hội cao hơn sau chiến tranh. Khu vực này từng là một trong những nơi thiếu thốn nhất của đất nước. Khu vực lấy tên gọi từ câu lạc bộ bóng đá West Ham United.